# Região Geográfica Imediata de Monte Carmelo

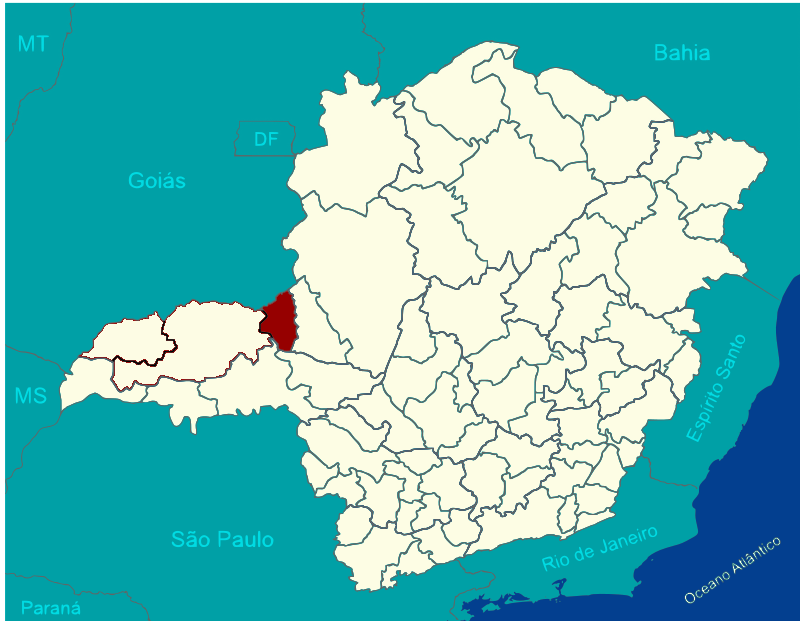
Região Geográfica Imediata de Monte Carmelo.

A Região Geográfica Imediata de Monte Carmelo é uma das 70 regiões geográficas imediatas do Estado de Minas Gerais, uma das três regiões geográficas imediatas que compõem a Região Geográfica Intermediária de Uberlândia e uma das 509 regiões geográficas imediatas do Brasil, criadas pelo IBGE em 2017.

## Municípios
É composta por 7 municípios.
- Abadia dos Dourados
- Douradoquara
- Estrela do Sul
- Grupiara
- Iraí de Minas
- Monte Carmelo
- Romaria

## Estatísticas
Tem uma população estimada pelo IBGE para 1.º de julho de 2017 de 76 542 habitantes e área total de 4 325,474 km².